# کیا افراسیاب چلاوی
کیا افراسیاب چُلاوی سیاستمدار، شاعر، سپهسالار و فرمانروای طبرستانی از خاندان چلاویان بود. افراسیاب در ابتدا توسط حسن دوم، حاکم دودمان باوندیان، به مقام سپهسالاری رسید ولی مدتی بعد با به قتل رساندن او، حکومت چلاویان را تأسیس کرد و بین سال‌های ۷۵۰ تا ۷۶۰ هجری قمری حاکم طبرستان بود.
پس از قتل سپهبد باوندی، امیران و خان‌های جزء مازندران از هر سوی سربرآوردند و علیه کیا افراسیاب چلاوی موضع گرفتند. کیا افراسیاب برای سرپا نگهداشتن حکومتش به یکی از واعظان متنفذ به نام میرقوام‌الدین مرعشی، ملقب به میربزرگ، روی آورد و خود را از مریدان مسلک او معرفی کرده و سبک زندگی درویشان را برگزید. این اتحاد موجب شد طرفداران هر دوی آنان افزایش یابد و کیا افراسیاب با حمایت درویشان، رقبای خود را شکست دهد. اما پس از تثبیت قدرت، کیا افراسیاب تدریجاً از درویشان فاصله گرفت. از دلایل این جدایی رویکرد مساوات‌خواهانه در آئین درویشان و میربزرگ بود که کیا افراسیاب نمی‌توانست آن را تحمل کند. در این مسلک کیا افراسیاب و دیگر اشراف نسبت به دیگر درویشان برتری نداشتند و همه در یک سطح اجتماعی در نظر گرفته می‌شدند. از سویی بر حامیان قوام‌الدین مرعشی هر آن افزوده می‌شد و این کیا افراسیاب را به هراس افکند.
کیا افراسیاب پس از مشورت‌هایی، تصمیم گرفت مناظره‌ای میان قوام‌الدین مرعشی و دیگر علمای دینی برقرار کند. در این مناظره برخی رفتارهای قوام‌الدین توسط دیگر علمای مسلمان محکوم شد ولی او قانع به شکست خود نگشت. بدین ترتیب با حکم علما، کیا افراسیاب قوام‌الدین را روانهٔ زندان کرد، ولی درویشان و حامیان قوام‌الدین به زندان هجوم بردند و او را آزاد کردند و به منطقهٔ دابو، زادگاه قوام‌الدین، رفتند. پس از مدتی کیا افراسیاب به بهانه‌ای حمله‌ای به سوی دابو ترتیب داد تا قوام‌الدین را مجدداً دستگیر کند ولی درویشان با ایجاد باتلاق بر سر راه لشکرکشی او و کمین کردن، سواره‌نظام چلاویان را با تیراندازی شکست دادند. در این نبرد که به نام جلالک مار پرچین مشهور شده‌است، کیا افراسیاب و چند تن از پسرانش کشته شدند و پس از آن شهر آمل به دست مرعشیان افتاد. فرزندان کیا افراسیاب، پس از مرگ او، از طبرستان گریختند. اسکندر شیخی، یکی از این فرزندان وی، مدتی بعد توانست با کمک تیمور گورکانی به آمل برگردد و حکومت این شهر را تحت نظر تیموریان به کنترل خود درآورد؛ مرعشیان در آن هنگام به ماوراءالنهر تبعید شدند.
کیا افراسیاب در ادبیات مازندرانی نیز شاعری تأثیرگذار است. وی دارای اشعاری قابل توجه به این زبان است که بخشی از آن‌ها در کتاب ظهیرالدین مرعشی و بخشی دیگر به صورت الحاقی در میان اشعار اسکندرنامه باقی مانده‌است. همچنین سکه‌هایی از دوران حکومت کیا افراسیاب باقی مانده‌اند.

## منبع‌شناسی
از مهم‌ترین منابع متقدم این دوره کتاب‌های تاریخ رویان اثر مولانا اولیاءالله آملی و تاریخ طبرستان و رویان و مازندران اثر ظهیرالدین مرعشی هستند. اولیاءالله از نویسندگان دربار باوندیان بود که پس از روی کار آمدن افراسیاب چلاوی و مرگ واپسین حاکم باوندی، به دربار پادوسپانی گریخت و اطلاعات او دارای اهمیت بسیاری است. ظهیرالدین که خود یکی از سادات مرعشی بوده، نیز با توجه به حضورش در مراتب قدرت، اطلاعات حائز اهمیتی را دربارهٔ خاندان خود به نگارش درآورده است. منابع معاصر دیگری همچون مطلع السعدین اثر عبدالرزاق سمرقندی، زبدة التواریخ اثر حافظ ابرو، روضة الصفا اثر میرخواند و تذکرةالشعرا اثر دولتشاه سمرقندی نیز مطالبی دربارهٔ این دوره دارند. منابع متأخری نیز وجود دارند که غالباً بر اساس منابع متقدم نوشته شده‌اند؛ مانند مجمع التواریخ اثر میرزا عبدالخلیل مرعشی، تاریخ مازندران اثر ملا شیخ علی گیلانی، تاریخ جهان‌آرا اثر قاضی احمد غفاری و حبیب‌السیر اثر غیاث‌الدین خواندمیر.
رقیه بابازاده طلوتی در مقاله‌ای دیدگاه ظهیرالدین مرعشی نسبت به چلاویان را همراه با کینه و یک‌جانبه می‌داند و تفاوت فاحش شخصیت اسکندر چلاوی، فرزند کیاافراسیاب، در منابع تیموری با آنچه ظهیرالدین عنوان کرده‌است، را شاهدی بر این مسئله بیان می‌کند. از جمله منابع تیموری معاصر اسکندر چلاوی حافظ ابرو، یزدی، شامی، ابن عربشاه، خوافی و معینی نطنزی هستند. برخی همچون میرخواند و سمرقندی هم نیم قرن پس از او درباره‌اش مطالبی نوشته‌اند. وی دلیل این ذهنیت منفی ظهیرالدین را مسئول شناختن چلاوی‌ها در ساقط شدن حکومت هفت‌صد سالهٔ باوندیان، ایجاد هرج و مرج و نهایتاً هجوم تیمور به طبرستان می‌داند. در حالی که منابع تیموری قدرت‌طلبی، اختلاف مذهبی و دیپلماسی نادرست مرعشیان را مقصر می‌دانند.

## مقدمه

### اوضاع سیاسی، اجتماعی و مذهبی ایران در سده هشتم
فروپاشی دولت ایلخانان در سال ۷۳۶ ه‍.ق دوره‌ای از رقابت، درگیری و سرانجام چندپارگی قدرت سیاسی را در پی آورد که نزدیک به نیم قرن طول کشید. نیروهای رقیبی که هر یک بخشی از قلمرو سابق ایلخانی را فراگرفته بودند، در این دوره برای کسب قدرت یا تثبیت حکومتشان غالباً به نیروی نظامی خود تکیه می‌کردند. برخلاف حکومت‌هایی که ریشه‌هایی مغولی داشتند (مانند جلایریان، چوپانیان، طغاتیموریان و جانی قربانیان)، حکومت‌های ایرانی‌تبار مشروعیت خود را تنها در قدرت نظامی و نسبت به چنگیز خان معرفی نمی‌کردند. در این میان سربداران ویژگی‌هایی انقلابی و ضد ظلم را همراه با تشیع به کار بستند، آل کرت سابقهٔ طولانی حکومتشان را نشان شایستگی خود می‌دانستند و مظفریان پیوندشان با خلافت عباسی در مصر را برجسته می‌کردند.
در قرون هفتم و هشم هجری به صورتی تدریجی تصوف و تشیع اثنی‌عشری، که پیش از این در جبههٔ مخالف یکدیگر بودند، در همدیگر تلفیق شدند؛ میر حیدر آملی، عالم شیعه قرن هشتم، صوفیان را «شیعیان خاص» خوانده است. از سوی دیگر، از قرن هفتم طریقت کبرویه، که اهل تسنن بودند، در زمان مرشدی نجم‌الدین کبری تدریجاً به شیعیان نزدیک شدند؛ چنان‌که یکی از مریدان این طریقت به نام سعدالدین حمویه امامان شیعه را برقرار کنندهٔ عدل در جهان می‌داند. نکات مشترک تصوف و شیعیان اثنی‌عشری، مانند وجود اصل ولایت و شخصیت زاهدانهٔ علی بن ابی‌طالب، موجب نزدیکی بیشتر این دو شد.
در دورهٔ ایلخانان، مردم در بسیاری از مناطق به سوی خانقاه‌های صوفیان جلب شده‌بودند و در آنجا خود را از تعلقات دنیوی دور نگه می‌داشتند. ایلخانان نیز این روش را ترویج می‌کردند تا مردم به جای معترض شدن به آنان، با تمسک به مذهب آرام بمانند. در چنین شرایطی طرز تفکر شیخ خلیفهٔ آملی، که تلفیقی از تشیع و تصوف بود، در باشتین نشر یافت و توسط مریدان و جانشینانش گسترش یافت و حکومت سربداران را به وجود آورد. مصطفی مجد در این باره می‌گوید که در این دوره اندیشه تصوف فعال در مقابل تصوف منفعل قرار گرفت. سربداران حکومتی پیرو تصوف و تشیع امامیه بودند که سازمان اجتماعی مبتنی بر مردم مظلوم و کمک به همنوعان در آن وجود داشت و اعضایش از تودهٔ پایین‌دست جامعه، یعنی کشاورزان و پیشه‌وران، تشکیل شده‌بود. هنگامی که امیر وجیه‌الدین مسعود به حکومت سربداران رسید، شیخ حسن جوری (شاگرد شیخ خلیفه و رهبر جریان شیخیه) را آزاد کرد و با کمک هم توانستند سراسر خراسان را تسخیر کنند. پس از این، سربداران دارای یک رهبر نظامی و یک رهبری مذهبی جداگانه بودند که دو جریان «سربداری» و «درویشی شیخیه» را در این حکومت به وجود آوردند. پس از مدتی اختلاف بین آن‌ها بروز کرد و امیر مسعود دستور قتل حسن جوری را داد. با مرگ شیخ حسن جوری، مسعود سعی کرد یکی از مریدان او، به نام سید عزالدین سوغندی را جانشینش کند. بدین شکل سوغندی رهبر جریان «شیخیه حسنیه» شد و زمام تمام امور خراسان را به دست گرفت.
در این هنگام میر قوام‌الدین مرعشی، که بعدها لقب میربزرگ گرفت، در حدود سال ۷۴۳ هجری به خراسان رفت و مرید سوغندی شده و تحت تأثیر «تعالیم انقلابی شیخیان» قرار گرفت. به گفته یعقوب آژند این تعالیم را شامل اصول تشیع اثنی‌عشری، مبارزه با تمامی جوانب ظلم در جامعه، فتوت و جوانمردی و کمک به فقرا، مساوات طلبی و ایجاد قسط اسلامی و بُعد مهدویت می‌داند. ظهیرالدین زنجیرهٔ خرقه و مریدی را از جعفر صادق به سوغندی رسانده و در شعری مریدی شیخیان را به شهاب‌الدین یحیی سهروردی می‌رساند. او پس از چندی به مازندران بازگشت و مریدان خود را یافت. قوام‌الدین بار دیگر میان سال‌های ۷۴۹ تا ۷۵۳ برای گذراندن چله‌نشینی به خراسان رفت. وقتی قوام‌الدین دوباره به خراسان رفت، اوضاع حکومت سربداران دگرگون شده‌بود. امیرمسعود در جنگ طبرستان کشته شده‌بود و چندین نفر پیاپی به جانشینی او رسیده‌بودند و نوسانات سیاسی اوج گرفته‌بود. نهایتاً شخصی به نام خواجه شمس‌الدین علی قدرت را در دست گرفت. او که از مریدان شیخ حسن جوری بود، سعی داشت رهبری نظامی و مذهبی را توأمان در دست گیرد؛ وی سوغندی را به عنوان جانشین شیخ حسن جوری بر حق نمی‌دانست و این مقام را مناسب خود می‌دانست. اختلاف میان این دو بیشتر شد و سوغندی همراه قوام‌الدین از راه دامغان به سوی مازندران گریخت ولی در حین مسیر درگذشت. پس از آن قوام‌الدین به موطن خود، در آمل، آمد و معتکف شد و پیروان شیخیهٔ خود را شکل داد. تفکرات او تلفیقی از تصوف و تعالیم شیعی بود و توانست با اتکا بر چارچوب انقلابی امامیه درویشان را از گوشه‌نشینی درآورد و به سوی جهاد و مبارزه سیاسی سوق دهد. این تفکر به خاطر نابسامانی‌های اجتماعی و فقر مردم آن زمانه و رویکرد فتوت و مساوات‌خواهی درویشان و پوشش درویشی و فقر قوام‌الدین، مورد اقبال عموم قرار گرفت.

### باوندیان
از زمان تسلط ساسانیان بر طبرستان حکومت‌هایی مستقل و نیمه مستقل در این سرزمین وجود داشتند، که یکی از آنان دودمان باوندیان بود. مورخان، حکام باوندیان را به علت طولانی مدت بودن دوران حضور این حکومت، به سه دوره تقسیم می‌کنند که در این میان دورهٔ نخست ملک‌الجبال، دورهٔ دوم اسپهبدیه و دورهٔ سوم کین‌خواریه نام دارد. کین‌خواریه (آخرین دورهٔ حکومت باوندی) شاخه‌ای از باوندیان است که توسط حسام‌الدوله اردشیر در سال ۶۳۵ هجری قمری بنیان نهاده شد. اغلب اسپهبدهای دورهٔ کین‌خواریه تحت نظر ایلخانان بودند و حکومتی محدود داشتند. این وضع تا قرن هشتم هجری، یعنی زمانی که باوندیان به رستمدار کوچیدند، ادامه داشت.
در زمان فخرالدوله حسن (یکی از اسپهبدان شاخهٔ کین‌خواریه) سربداران قدرتمند شدند و امیر مسعود (حاکم سربداران) از خراسان تا طبرستان را تحت نظر گرفت و حتی توانست قومس، گرگان و استرآباد را فتح کند. او پس از این فتوحات قصد کرد که به سوی طبرستان لشکرکشی کند. فخرالدوله حسن علی‌رغم آن‌که از تمایلات و مقاصد امیرمسعود آگاه بود، با او سازش نمود و مسعود با آرامش وارد شهر آمل شد ولی پس از ورود او به آمل، باوندیان با نقشه‌ای طراحی شده، بر او چیره شدند و وی را به قتل رساندند. در این نبرد پادوسپانیان و باوندیان در جبهه‌ای متحد و با مساعدت چشم‌گیر جلالیان، به پیروزی رسیدند.

## خانواده
کیاهای چلاوی - یا چلابی و جلابی - منسوب به ناحیهٔ چلاو در شهرستان آمل بودند و از زمین‌داران بزرگ آن منطقه محسوب می‌شدند. گویا این خاندان خود را به بیژن و گیو، از شخصیت‌های شاهنامه فردوسی، منتسب می‌کردند و این مسئله در منابع تیموری آمده‌است، اما به نظر می‌رسد این نسب‌نامه جعلی باشد.
چلاویان یکی از دو خاندان متنفذ در دربار باوندیان بودند و کیا افراسیاب بزرگ این خاندان محسوب می‌شد. خواهر کیا افراسیاب که پیشتر دختری به نام «ریبه» داشت، جهت تحکیم مناسبات در دربار باوندی، با اسپهبد حسن باوندی ازدواج کرد.
کیا افراسیاب ۸ پسر داشت؛ بزرگترین آن‌ها کیا سیف‌الدین بود که ولیعهد افراسیاب نیز محسوب می‌شد. او نهایتاً در اثر مریضی قولنج درگذشت. کیا محمد و کیا علی دو پسر افراسیاب بودند که صدای خوشی داشتند و برای اسپهبد حسن آواز می‌خواندند. کیا علی بعدها، در سال ۷۵۰ هجری، حسن باوندی را به قتل رساند. او به همراه سه برادر دیگرش به نام‌های کیا حسین، کیا سهراب و کیا لهراسب در نبرد جلالک مار پرچین کشته شدند. تنها فرزند بازمانده از کیا افراسیاب اسکندر شیخی بوده‌است.

## رشد کیا افراسیاب در دربار باوندیان
فخرالدوله حسن پس از شکست دادن سربداران با دو قدرت محلی وارد رقابت شد. این دو قدرت در واقع دو خاندان چلاویان، به رهبری افراسیاب چلاوی و جلالیان، به رهبری جمال احمد اجل، بودند. این دو خاندان محلی با یکدیگر رقابت و دشمنی داشتند و اوضاع طبرستان را با رقابت‌هایشان به آشفتگی کشانده بودند. آن‌ها عمدتاً به عنوان وزرا و هیئت حاکمهٔ باوندیان مشغول به کار بودند و انگیزهٔ دشمنی‌هایشان منافع خانوادگیشان بود. فخرالدوله حسن نیز سعی داشت از این اختلاف به نفع خود استفاده کند.
هنگامی که کیا جلال از ارکان حکومت فخرالدوله بود و وزارت داشت، کیا افراسیاب، رهبر خاندان چلاوی، حکومت لارجان را در دست داشت. فخرالدوله پس از مدتی دستور قتل کیا جلال را صادر کرد و جلالیان از او فاصله گرفتند و فخرالدوله به سوی چلاویان گرایش یافت. افراسیاب که برادر زن حسن باوندی نیز بود، به انتخاب او سپهسالار لشکر باوندیان شد. برگزیدن افراسیاب چلاوی به مقام سپهسالاری، قدرت او را به قدر زیادی افزایش می‌داد و این موجب نارضایتی بیشتر خاندان جلالیان گشت. آن‌ها به جلال‌الدوله اسکندر (استاندار رویان و حاکم دودمان پادوسپانیان) پناه بردند و او را ترغیب کردند که با فخرالدوله بجنگد. حاکم پادوسپانی نیز با لشکر بزرگی به قلمرو باوندیان حمله کرد. فخرالدوله با دیدن لشکریان اسکندر پادوسپانی به ناتوانی ارتش خود در مقاومت در برابر دشمنانش پی برد و با رفتاری صلح‌آمیز جلالیان را به سمت خود مایل کرد و تلاش کرد تا دو خاندان محلی جلالی و چلاوی را آشتی دهد که این امر با ناخوشایندی افراسیاب چلاوی همراه شد.
افراسیاب چلاوی قصد داشت محبوبیت فخرالدوله را از بین ببرد و کارگزاران وفادارش را از اطرافش پراکنده کند. افراسیاب در ابتدا «بحث درویشی و سرداری» که در خراسان بر سر زبان‌ها افتاده بود را گسترش داده و اصرار داشت که فخرالدوله نیز با این مسلک همراه شود و مرید قوام‌الدین مرعشی شود. همچنین افراسیاب بعدها، پس از صلح بین فخرالدوله حسن و جلالیان، او را متهم به «روابط نامشروع» با دخترِ همسرِ خود نمود. ظهیرالدین مرعشی این دختر را خواهرزادهٔ افراسیاب از همسر سابق خواهرش دانسته و نامش را «رییبه» گفته و می‌گوید که این افترا با تأیید خواهر افراسیاب انجام شده‌است. کیاافراسیاب حتی به بهانهٔ این رابطهٔ نامشروع فتوای قتل فخرالدوله را نیز از علمای آمل اخذ کرد و سید قوام‌الدین مرعشی هم از افرادی بود که این فتوا را امضا کرد.ولی با این همه به مقاصد خود دست نیافت.
سرانجام در ۲۷ محرم ۷۵۰ هجری، فخرالدوله حسن پس از حمام کتاب شاهنامه گشود و خنجرش را بالای آن گذاشته بود و پسران کیا افراسیاب با نام‌های «کیا محمد» و «کیا علی»، که خوش آواز بودند، را طلبید و از آنان خواست برایش بخوانند. کیا علی خنجر را از بالای کتاب برداشت و چنان وانمود کرد که برگهٔ کتاب را عوض می‌کند. سپس خنجر را بر بدن اسپهبد فخرالدوله فروکرده و او را کشت.

## اتحاد چلاوی–مرعشی پس از مرگ حسن دوم

پس از انقراض باوندیان نوعی دورهٔ ملوک‌الطوایفی در طبرستان به وجود آمد. حدود قلمرو برخی امیران و خان‌های طبرستان در این دوره را در تصویر مشاهده می‌کنید: کیا افراسیاب چلاوی کیا اسکندر سیاوش سخت‌کمان کیا جلال مُتمِیر کیا حسن کیای ضماندار امیر ولی استرآبادی (گرگان) و پولادقبا (دماوند) استندار جلال‌الدوله اسکندر پادوسپانی کیا فخرالدین جلالی کیا ویشتاسب جلالی مرز پر رنگ: قلمرو سابق حسن دوم باوندی.

پس از کشتن فخرالدوله حسن و بر مسند قدرت نشستن کیا افراسیاب، او سعی کرد حاکمان جزء را به حمایت از خود درآورد ولی موفق نشد و بزرگان مازندران او را به عنوان حاکم مازندران به رسمیت نشناختند. یکی از این افراد «کیا جلال مُتمِیر»، حاکم قلعه فیروزکوه، بود که خود را خواستار گرفتن انتقام فخرالدوله معرفی می‌کرد. کیا افراسیاب چند بار جهت تسخیر قلعهٔ فیروزکوه اقدام کرد ولی موفق نشد. در یکی از نبردهایی که در ناحیهٔ «ویمه» میان این دو روی داد، کیا افراسیاب موفق شد کیا جلال را شکست دهد ولی او پس از شکست به سوی قلعه عقب‌نشینی کرد و کیا افراسیاب موفق به گشودن قلعه نشد. گویا کیا افراسیاب اشعاری به زبان طبری در این باره سروده‌بود و به این پیروزی اعلان مباهات می‌کرد. همچنین «کیا حسن کیای ضماندار»، که مسئول مالی لارجان و شوهرخواهر کیا افراسیاب بود، «پولاد قبا»، که از جانب حاکم گرگان (امیرولی استرآبادی) حاکم قلعهٔ اسکن بود و ولایت دماوند در قلمرو او بود، و «کیا اسکندر سیاوش سخت کمان»، که از جانب فخرالدوله داروغهٔ سوادکوه بود، از دیگر دشمنان کیا افراسیاب بودند که قتل فخرالدوله حسن را برنتافتند. این افراد دارای جایگاه اجتماعی و سیاسی هم‌طراز با کیا افراسیاب بوده‌اند و حتی کیا اسکندر سیاوش سخت‌کمان، مقامی بالاتر از افراسیاب نیز داشت.
پس از قتل فخرالدوله حسن باوند، انظار عمومی مردم برخلاف کیا افراسیاب شد. از سویی فرزندان حسن باوندی، به جلال‌الدوله اسکندر، استاندار پادوسپانیان، پناه بردند و یک سال بعد اسکندر برای گرفتن انتقام فخرالدوله به آمل لشکر کشید. چلاویان و هم‌پیمانانشان از آمل بیرون آمده و در «میراناده» یا «مران دبه» با لشکریان رستمدار روبرو شدند. در ابتدای این نبرد «کیا محمد بن افراسیاب» توسط پادوسپانیان کشته شد ولی در نهایت آن‌ها با ۳۳۰ کشته شکست را پذیرفتند. با این حال پادوسپانیان هیچگاه از پیروزی در برابر افراسیاب ناامید نشدند.
از مهم‌ترین دلایل این شکست حمایت قوام‌الدین مرعشی، ملقب به میربزرگ، از چلاویان بود. کیا افراسیاب به خاطر کمبود حامی در میان رهبران نظامی محلی با این روحانی محلی شیعه روابط حسنه‌ای ایجاد کرد و موفق شد به قدرتی با ثبات دست یابد و در میان عامه نیز مشروعیت یابد. پس از بازگشت قوام‌الدین به طبرستان و انعقاد مصالحه بین دو خاندان چلاویان و جلالیان، کیا افراسیاب – که پسرش به تازگی فخرالدوله حسن را به قتل رسانده بود– از روی مصلحت مرید قوام‌الدین گردید؛ زیرا که نفوذ میربزرگ به حدی بود که افراسیاب می‌توانست از نفوذ و اعتبار وی استفاده کند و در حالی که قتل فخرالدوله حسن عملی نکوهیده شمرده می‌شد، خود را مشروعیت بخشد.

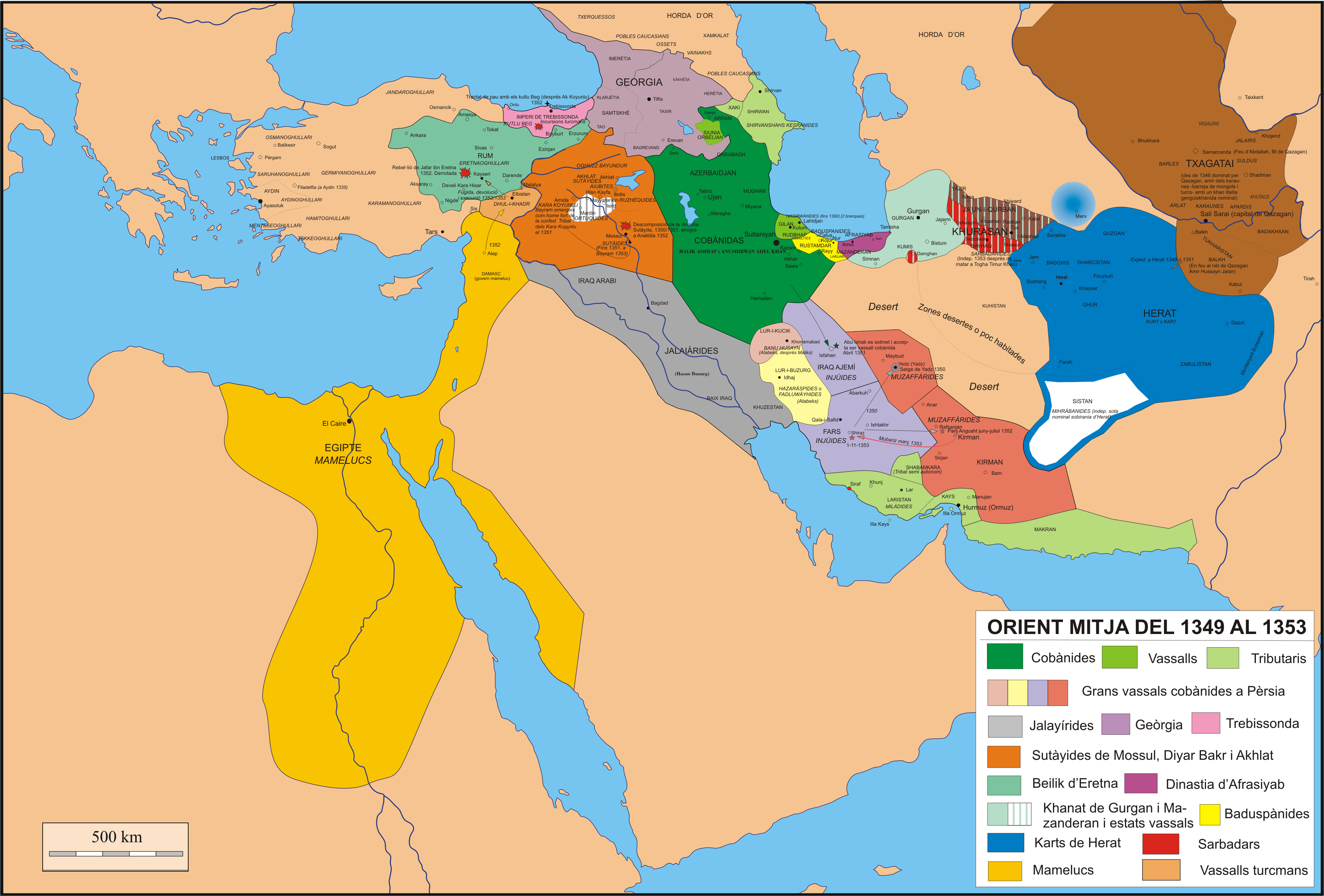
وضعیت مرزهای سیاسی خاورمیانه، هنگامی که کیا افراسیاب در مازندران به قدرت رسیده بود.

حسین صمدی همه‌گیری بیماری وبا و آشفتگی جامعه را از دیگر دلایل رجوع کیا افراسیاب به میربزرگ می‌داند. سید کاظم روحانی نیز هدف کیا افراسیاب را خاموش کردن «نهضت سید قوام الدین» و استفاده از نفوذ معنوی سید و درویشان، برای تثبیت حکومت متزلزلش می‌داند. نزدیکی چلاویان و مرعشیان تا جایی کشیده‌شد که سید قوام‌الدین با دست خودش موهای کیا افراسیاب را تراشید و کلاه درویشی بر سرش نهاد و حتی به یکی از پسران کیا افراسیاب لقب «شیخی» اعطا کرد و افراسیاب به عنوان رهبر «شیخیهٔ کِلالِک‌بسر» دست یافت. ظهیرالدین مرعشی در کتاب تاریخ طبرستان و رویان و مازندران دربارهٔ این اتحاد می‌گوید:
… چون مردم مازندران آن‌چنان دیدند که رئیس ایشان دست ارادت به دامن سعادت حضرت سید هدایت قباب زده‌است و سید را مقتدای خود دانسته و مرید با ارادت او شده‌است … مردم به جوق و فوج‌فوج و گروه‌گروه نزد سید می‌رفتند و توبه می‌کردند و از فسق و فجور بازمی‌آمدند و سیادت پناهی را پیرو مقتدای خود می‌دانستند.
این احتمال وجود دارد که فتوای قتل فخرالدوله حسن توسط قوام‌الدین مرعشی صادر شده‌باشد؛ چنانچه در برخی منابع اولیه، همچون حافظ ابرو، از ارتباط وی با کیا افراسیاب پیش از قتل فخرالدوله سخن به میان آمده و از سوی دیگر منبع اصلی این دوره، میر ظهیرالدین مرعشی، خود از نسل میرقوام‌الدین و به شکلی ذی‌نفع بوده‌است. به هر حال دلیل موافقت قوام‌الدین با درخواست کیا افراسیاب، این بود که هواداران او نیز با این کار بیش‌تر می‌گشتند. چنان‌که منوچهر ستوده در کتاب درویشان مازندران می‌نویسد:
خواص برای اینکه وضع و موقع خود را استوار و پایدار سازند و عوام بدان سبب که سهم بیشتری از دنیا بگیرند و با خواص بر سر یک سفره بنشینند.

## جدایی مرعشیان از خاندان چلاوی
██ دابو (خاستگاه مرعشیان)
██ چلاو (خاستگاه چلاویان)

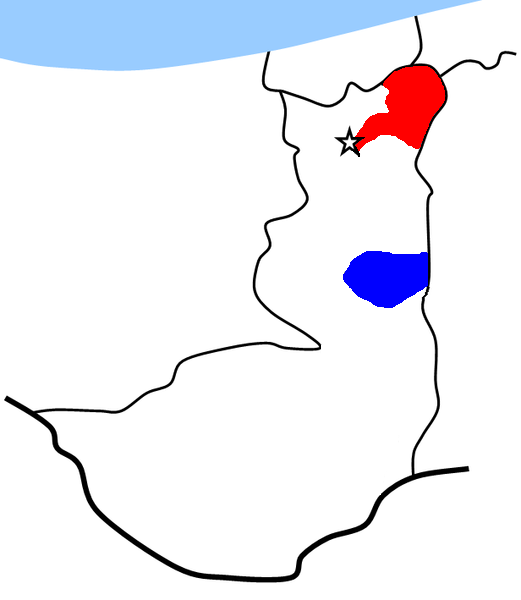
آمل (پایتخت وقت طبرستان)

نگرانی کیا افراسیاب از این خاطر بود که مردم طبرستان به سمت قوام‌الدین مرعشی جذب شوند و با توجه به آنچه از علویان طبرستان و نوع حکومتشان شنیده بودند، به دنبال بنیان دودمانی مشابه آن باشند و اقتدار و ثروت به‌دست آمدهٔ او را تهدید کنند. کیا افراسیاب پیش از این نیز وقتی که به طرفداران قوام‌الدین پیوسته‌بود، خرقهٔ درویشی پوشیده‌بود و دیگر هواداران میربزرگ نیز خوراک و پوشاکی مانند او را می‌طلبیدند و چه بسا این اندیشهٔ اجتماعی به شکل مساوات ارائه شد و در رفتار هواداران میربزرگ تجلی یافت که این موجب جدایی و رویارویی کیا افراسیاب با آنان گشت.
سید کاظم روحانی در این باره معتقد است قوام‌الدین از ابتدا به دنبال تأسیس «حکومت اسلامی» بود و برای آن که «راه و روش سیاسی خود» را نشان دهد، از کیا افراسیاب خواست که به آئین درویشی و ساده‌زیستی روی آورد؛ کیا افراسیاب نیز این خواسته را پذیرفت. از آن پس درویشان و مریدان قوام‌الدین، کیا افراسیاب را مریدی از مریدان سید می‌شناختند و خود را با وی برابر و مساوی می‌دانستند؛ به‌طور مثال پس از حمام لباس او را می‌پوشیدند و به او می‌گفتند که برای خود لباس دیگری تهیه کند؛ سلاح فرزندانش را می‌گرفتند و پیغام می‌فرستادند که فلان درویش سلاحت را گرفته چون شما از این اسلحه‌ها زیاد دارید؛ به خاطر کمبود محصولات کشاورزی از او تقاضای برنج می‌کردند یا خودسرانه از مزارعش کیسه‌های برنج را می‌بردند. این روش زندگی برای کیا افراسیاب قابل تحمل نبود و وقتی دید بدین شکل پیروان سید قوام‌الدین مدام بیشتر می‌شود، اظهار مخالفت کرد و از مسلک درویشی دست برداشت.
در نهایت تضادهای گوناگون بین این دو و رفتار و اشرافیت‌گرایی کیا افراسیاب، موجب جدایی میربزرگ از او شد. این مسائل باعث شد کیا افراسیاب با عده‌ای از علمای سُنّی به مشورت بنشیند. به نوشتهٔ خواندمیر «نتیجهٔ این مشاوره این بود که جهت جلوگیری از اختلال در امور ملک و مال، افراسیاب را به اجتناب از روش سید و تشکیل محکمه‌ای برای وادار کردن قوام‌الدین به دست کشیدن از بدعت درویشی ترغیب نمودند.» قوام‌الدین به مناظره دعوت شد و فقها با او به بحث شرعی پرداختند، ولی موفق نشدند او را متقاعد کنند. کیا افراسیاب از فقها فتوایی مبنی بر حرام بودن «ذکر جلی» ستاند و دستور داد در میان بازار آمل دستار از سر قوام‌الدین برداشتند و او را به بند کشیدند و نهایتاً محبوسش کردند.
هم‌زمان با حبس قوام‌الدین، یکی از فرزندان کیا افراسیاب به نام «کیا سیف‌الدین»، که ولیعهدش بود، به مرض قولنج درگذشت و مریدان قوام‌الدین این واقعه را از کراماتش دانستند و مصمم به آزادی وی گشتند و بدین ترتیب قوام‌الدین آزاد شد.

## نبرد جلالک مار پرچین
قوام‌الدین مرعشی پس از رها شدن از حبس، همراه حامیان و اقوامش به دابو رفت و آمادگی دفاعی خود را افزایش داد. از طرفی کیا افراسیاب در این مدت به حکومتی مستبدانه روی آورده بود. او با چند تن از افراد خاندان جلالیان صلح کرد و به مشورت با آنان پرداخت و با توجه به نظر آنان، از سید قوام‌الدین دعوت کرد به دیدنش بیاید. سید قوام‌الدین نیز با مریدان خود مشورت کرد و از ترس جانش، دعوت کیا را نپذیرفت.
بدین ترتیب چند سال پس از ماجرای محبوس کردن قوام‌الدین، در نبردی که در حدود سال ۷۶۰ هجری قمری با نام جلالک مار پرچین رخ داد، درویشان مازندران به رهبری قوام‌الدین توانستند در جنگ بر سپاهیان چلاوی غلبه کنند. البته بر سر حوادث این نبرد اختلاف نظری میان منابع تیموری و مرعشی وجود دارد؛ منابع تیموری می‌گویند کیا افراسیاب و تعداد اندکی از نزدیکانش برای عرض ارادت به سوی دابو در حرکت بوده، قوام‌الدین و درویشان به حیله و نیرنگ نقشه‌ای کشیده و برای رسیدن به قدرت، او را کشتند و این در حالی است که ظهیرالدین از یک جنگ خبر می‌دهد و نقشهٔ درویشان را همچون تاکتیکی جنگی می‌نماید. به‌هرحال در این پیکار سواره‌نظامان چلاوی در باتلاقی که پیروان مرعشیه ساخته بودند، گیر کردند و افراسیاب چلاوی و چهار تن از پسرانش به نام‌های کیا حسین، کیا سهراب، کیا علی و کیا لهراسب و اکثر همراهانشان، با تیر و کمان به قتل رسیدند. در تاریخ رویان مرگ کیا افراسیاب ۲۸ اردیبهشت ۷۶۲ یادداشت شده‌است؛ ولی سید ظهیرالدین مرعشی زمان وقوع نبرد را در سال ۷۶۰ هجری می‌داند.

## میراث
اسکندر شیخی تنها پسر کیا افراسیاب بود که به علت کم سن و سال بودن در این نبرد حضور نداشت. عده‌ای از حامیان و فرزندان کیا افراسیاب همراه اسکندر شیخی، از میدان جنگ گریختند و به خارج از طبرستان رفتند. از نظر  مصطفی مجد این گریز نشان می‌دهد چلاویان در آمل و اطراف آن شهر دارای پایگاه مردمی نبوده‌اند. سید کاظم روحانی اما می‌گوید پس از پیروزی در این نبرد، درویشان فاتحانه وارد شهر آمل شدند و هر جا حامیان کیا افراسیاب را می‌یافتند، به قتل می‌رساندند.
اسکندر شیخی، کوچک‌ترین پسر افراسیاب که توانست از مهلکه بگریزد، ابتدا به لاریجان و سپس به قصران و شیراز رفت. پس از آن به مشورت یکی از ملازمان پدرش، به نام شیخ نورالدین، به شهر سبزوار که در دست خواجه علی مؤید (آخرین امیر سربداران) بود، حمله کرد و توانست آنجا را فتح کند. پس از به دست گرفتن سبزوار نامه‌ای به حاکم آل کرت نوشت و ملک حسین از او دعوت کرد به هرات برود. اسکندر در دربار آل کرت و پس از آن تیموریان حضور داشت و بعدها با حملهٔ تیمور به طبرستان، او توانست حکومت شهر آمل را در سال ۷۹۵ هجری از جانب تیمور به دست آورد ولی با طغیان علیه تیمور کشته شد. پس از اسکندر نیز همچنان برخی از افراد خاندان چلاوی در قلعه‌هایی نظیر قلعه فیروزکوه و استاناوند استقلال نسبی داشته‌اند.

## ادبیات

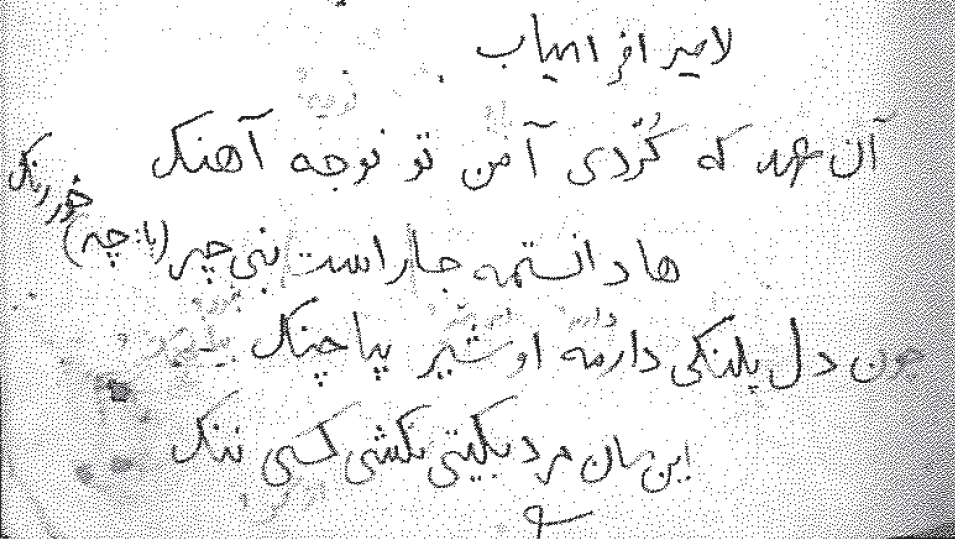
شعری از افراسیاب چلاوی با دست‌خط «محمد قزوینی» که از روی نسخهٔ موجود در پاریس نوشته شده‌است.

کیا افراسیاب گاهی اشعاری می‌سروده است، اما دیوان او موجود نیست؛ البته برخی از شعرهایش به زبان طبری (مازندرانی) باقی مانده‌است. در نسخه‌ای از اشعار نظامی گنجوی که در پاریس نگهداری می‌شود، بین مخزن‌الاسرار و خسرو و شیرین تعدادی از اشعار خیام نهفته شده‌است و همچنین در بین اسکندرنامه چندین دو بیتی به زبان طبری و با خطی الحاقی آمده‌است که نسبتاً قدیمی است. گویا وزن این رباعیات، وزن ویژه ملی ایرانیان – و لااقل طبری‌ها – است و از بحرهای خلیل بن احمد خارج است.
شاعران این دو بیتی‌ها «امیر افراسیاب»، «امیر داوود» و «حسن کیا» ذکر شده‌اند که در این میان اولی همان کیا افراسیاب چلاوی است و دو نفر دیگر نیز از معاصران و اطرافیان وی می‌باشند. از کیا افراسیاب چلاوی سه دو بیتی دیگر نیز در کتاب تاریخ طبرستان و رویان و مازندران وجود دارد.
این دو بیتی‌ها در تاریخ زبان و ادبیات طبری ارزش زیادی دارند؛ چنانکه قدیمی‌ترین سروده‌های باقی ماندهٔ این زبان از قرن‌های چهارم تا نهم هجری قمری هستند و ۱۲ بیت مذکور یک پنجم این مجموعه را تشکیل می‌دهد و این در حالی است که از نظر کیفی هم این اشعار قابل قرائت‌تر از اشعار پیشین هستند. از دیگر تفاوت‌های این اشعار، ذکر نشدن علت سرودن شعر است.
در واقع این اشعار از واپسین متون تاریخی زبان طبری است؛ زیرا با نابودی دودمان‌هایی که دنبالهٔ اسپهبدان طبرستان بودند، ترویج فرهنگ پهلوانی طبرستان و دوران ادبیات رزمی و بزمی آن به سر می‌رسد. گرچه تمام الفاظ با آوانگاری اصیل طبری نوشته شده‌اند، ولی در اشعار مذکور «فارسی‌گرایی» نیز دیده می‌شود. به‌طور مثال در این اشعار از «ا» به جای «و» در موضع پیش از صامت خیشومی استفاده شده‌است.
بخشی از اشعار طبری کیا افراسیاب چلاوی:
| آن عهد که کُردی آ من تو نوجه آهنگ  |  | هادانستمه جا راست نبی چر خور رنگ |
| چون دل پلنگی دارمه او شیر بیا چنگ |  | این سان مرد بگیتی بکشی کسی ننگ   |

و آخر هزیمت بر لشکر رستمدار رسید در آن معرکه سیصد و سی تن از مردم رستمدار کشته و کیا افراسیاب در آن باب گفته طبری:
| ملک رستمدار پسر شهنشاه غازی   |  | آمل به نتوندی گیتن بواز وازی |
| مردان جنگی دارمه و اسپون تازی |  | پرفریسیومه قد باین درازی     |

## سکه‌شناسی

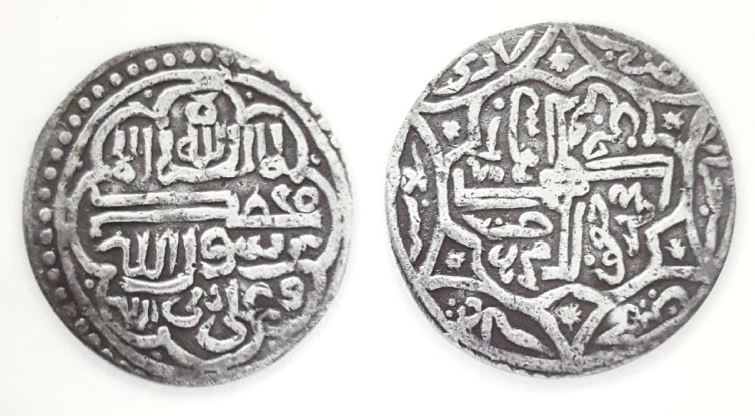
سکهٔ ضرب شده توسط افراسیاب.

در زمان فرمانروایی از کیا افراسیاب چلاوی سکه‌هایی ضرب شده‌است. نمونه‌ای از این مسکوکات، به وزن ۳٫۰۴ گرم و قطر ۲۳٫۳ میلی‌متر، موجود است که بنا بر نوشته‌های روی آن، در سال ۷۵۳ هجری (سنه ثلاث خمسین سبعمائه) در شهر ساری ضرب شده‌است. بر روی این سکه در میان طرح‌های اسلیمی چهار بار نام علی، در قالب یک چلیپا، آمده‌است و در هر زاویهٔ آن نام دو تن از امامان تشیع دیده می‌شود. در پشت سکه نیز شعائر «لا اله الا الله»، «محمد الرسول الله» و «علی ولی‌الله» حک شده.